# Astelia alpina
Astelia alpina là một loài thực vật có hoa trong họ Asteliaceae. Loài này được R.Br. mô tả khoa học đầu tiên năm 1810.